# Temljine
Temljine so naselje v Občini Tolmin.